# José Luis Rodríguez Pittí

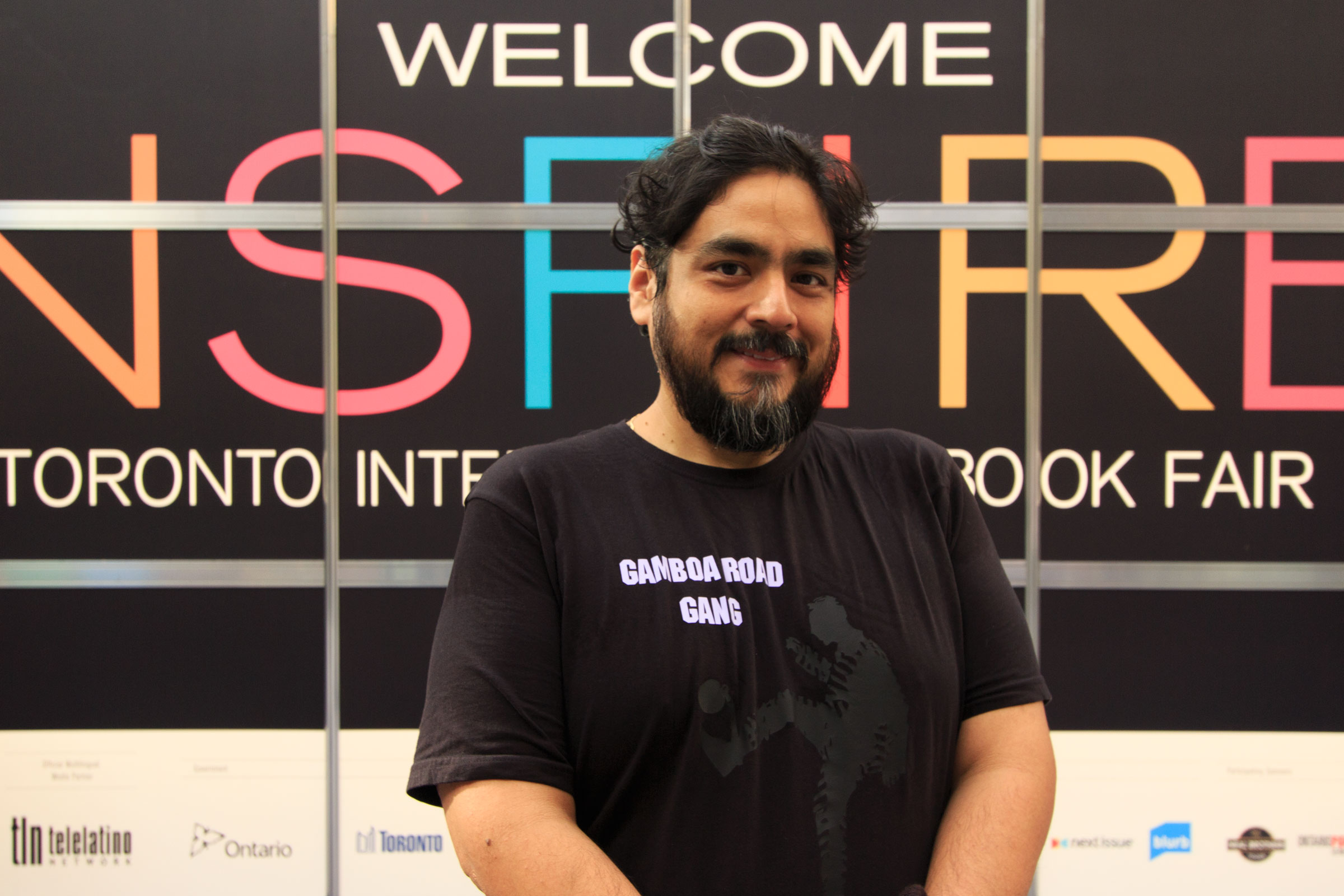
José Luis Rodríguez Pittí (2014)

José Luis Rodríguez Pittí (* 29. März 1971 in Panama-Stadt, Panama) ist ein panamaischer zeitgenössischer Schriftsteller und Dokumentarfotograf.

## Auszeichnungen
1994 erhielt seitens der Universidad de Panamá den Premio "Darío Herrera" für sein Buch "Sueños". Weitere Auszeichnungen waren Nebenpreise bei der Verleihung des Nationalpreises "Signos" 1993 in Panamá, beim Wettstreit Nacional de Cuentos 1998 und "Amadís de Gaula" 1999, sowie "Maga" de Cuento Corto 2001. Seit 2007 ist er Präsident der panamaischen Schriftstellervereinigung (Writers Association of Panama).

## Werke
- 1994: Sueños
- 1998: Hasta el sol de mañana
- 1999: Crónica de invisibles, Verlag Universidad Tecnológica de Panamá, ISBN 9962-802-06-7
- 2003: Panamá cuenta
- 2003: La minificción en Panamá
- 2005: Sueño compartido
- 2007: Cuento que te quiero cuento
- 2008: Minitextos
- 2008: Sueños urbanos, Verlag El Hacedor, ISBN 9962-00-473-X
- 2010: Panamá blues, Verlag El Hacedor, ISBN 978-9962-683-02-5